# Zunian
Zunian (Zuñian), malena izolirana porodica indijanskih jezika na zapadu savezne američke države Novi Meksiko, koja je svoje ime dobila po jedinom plemenu i jeziku Zuñi, na istoimenoj rijeci, i na istoimenom rezervatu. Porodica Zunian vodila se kao jedna od 4 porodice Velike porodice Uto-Aztec-Tanoan, sada nepriznate. Danas se povezuje s jezicima velike porodice Penutian.

## Vanjske poveznice
- Zunian Family